# ZOOM FLICKER
ZOOM FLICKER（ズーム・フリッカー）は、エイベックス・エンタテインメントのオリジナルアニメ作品専門レーベル。
既存のavex mode（現：avex pictures）が漫画・ゲームなど何らかの原作があるアニメ作品を扱うレーベルなのに対し、本レーベルでは完全オリジナルのアニメ作品を扱う。レーベル第1弾作品は『ウエルベールの物語 〜Sisters of Wellber〜』。2012年現在、レーベルとしての活動は事実上休止。

## 作品
- ウエルベールの物語 〜Sisters of Wellber〜
- CODE-E / Mission-E
- Amazing Nuts!
- ベクシル 2077日本鎖国